# الجبجب (جبلة)

تعديل مصدري - تعديل

الجبجب محلة تابعة لقرية السهالة، التابعة لعزلة الاصابح بمديرية جبلة إحدى مديريات محافظة إب في الجمهورية اليمنية، بلغ تعداد سكانها 79 حسب تعداد اليمن لعام 2004.